# Symfoni nr 3 (WA Mozart)
Symfoni No. 3 i Ess-dur, K.18, av Wolfgang Amadeus Mozart. 
Denna symfoni är egentligen inte skriven av Mozart utan av en annan tysk tonsättare, Karl Friedrich Abel, som var bosatt i London där han tillsammans med Johann Christian Bach anordnade konserter. Mozart hade en kopia av symfonin och ändrade lite här och var. Den är även intressant på så vis att det är första gången man använder klarinetter i en symfoni, utöver klarinetterna finns där de sedvanliga hornen, stråkar och cembalo.
1. Molto allegro
2. Andante
3. Presto